# کاستلنووو نیجرا
کاستلنووو نیجرا (به ایتالیایی: Castelnuovo Nigra) یک کومونه در ایتالیا است که در استان تورین واقع شده‌است.

## خصوصیات
کاستلنووو نیجرا ۲۸٫۶ کیلومترمربع مساحت دارد ۸۲۸ متر بالاتر از سطح دریا واقع شده‌است.